# Eliteserien i bandy 2002/2003
Eliteserien i bandy 2002/2003 spelades 17 november 2002-16 februari 2003 och vanns av Mjøndalen IF, som efter slutspelet även vann det norska mästerskapet i bandy, genom att i finalmatchen den 9 mars 2003 besegra Stabæk IF med 5-3. Lag 1-4 i serien gick vidare till slutspelet, lag 5-6 säkrade nytt kontrakt, lag 7 fick kvala och lag 8 flyttades ner till 1. Divisjon.

## Bakgrund
Den lands- och säsongsomfattande serien hade återställts. Den hade splittrats då IF Ready under säsongen 1998/1999 olovligt uteblev från en match mot Sarpsborg BK, och man talade om att tvångsnedflytta laget till 1. divisjon. Detta blev dock aldrig fallet och man införde i stället två kvalgrupper med nio lag vardera kommande säsong .
Røa IL och Ullern IF tackade dock nej till spel i Eliteserien säsongen 2002/2003 då man inte ansåg sig sportsligt tillräckligt kvalificerade för att delta i Eliteserien. Drammen Bandy tackade nej medan Ullevål IL tackade ja. Senare tackade även Snarøya SK och IF Ready nej. Den 21 oktober 2002 samlades Norges Bandyforbund till möte, och beslöt att säsongen 2002/2003 spela en femlagsserie och till säsongen 2003/2004 utöka den till sex lag .

## Seriespelet
| Nr | Lag          | S  | V  | O | F  | +/-      | P  |
| -- | ------------ | -- | -- | - | -- | -------- | -- |
| 1  | Mjøndalen IF | 16 | 15 | 0 | 1  | 147 - 61 | 30 |
| 2  | Sarpsborg BK | 16 | 10 | 1 | 5  | 96 - 96  | 21 |
| 3  | Solberg SK   | 16 | 6  | 1 | 9  | 77 - 98  | 13 |
| 4  | Stabæk IF    | 16 | 6  | 1 | 9  | 82 - 98  | 13 |
| 5  | Ullevål IL   | 16 | 1  | 1 | 14 | 63 - 112 | 3  |

## Seriematcherna
| Omgång 1 - Söndag 17 november 2002 Mjøndalen - Solberg 9 - 1 Vassenga - Söndag 24 november 2002 Ullevål - Stabæk 4 - 6 NIH Omgång 2 - Tisdag 19 november 2002 Stabæk - Sarpsborg 11 - 6 Stabekk - Tisdag 19 november 2002 Solberg - Ullevål 9 - 5 Vassenga Omgång 3 - Onsdag 27 november 2002 Sarpsborg - Mjøndalen 9 - 6 Sarpsborg - Onsdag 27 november 2002 Solberg - Stabæk 6 - 7 Solberg Omgång 4 - Fredag 29 november 2002 Sarpsborg - Solberg 6 - 6 Sarpsborg - Söndag 1 december 2002 Mjøndalen - Ullevål 13 - 4 Vassenga Omgång 5 - Onsdag 4 december 2002 Stabæk - Mjøndalen 1 - 10 Stabekk - Onsdag 4 december 2002 Ullevål - Sarpsborg 4 - 5 NIH Omgång 6 - Fredag 6 december 2002 Mjøndalen - Sarpsborg 10 - 5 Vassenga - Lördag 7 december 2002 Stabæk - Solberg 5 - 6 Stabekk Omgång 7 - Söndag 17 november 2002 Sarpsborg - Stabæk 6 - 5 Sarpsborg - Söndag 15 december 2002 Ullevål - Solberg 3 - 8 NIH Omgång 8 - Fredag 20 december 2002 Solberg - Sarpsborg 4 - 7 Solberg - Söndag 22 december 2002 Ullevål - Mjøndalen 3 - 5 NIH Omgång 9 - Onsdag 18 december 2002 Stabæk - Ullevål 7 - 2 Stabekk - Torsdag 26 december 2002 Solberg - Mjøndalen 4 - 8 Solberg Omgång 10 - Lördag 28 december 2002 Ullevål - Stabæk 3 - 3 NIH - Lördag 28 december 2002 Mjøndalen - Solberg 4 - 2 Vassenga | Omgång 11 - Fredag 3 januari 2003 Mjøndalen - Stabæk 8 - 4 Vassenga - Söndag 5 januari 2003 Sarpsborg - Ullevål 7 - 4 Sarpsborg Omgång 12 - Torsdag 26 december 2002 Stabæk - Sarpsborg 4 - 7 Stabekk - Onsdag 8 januari 2003 Solberg - Ullevål 5 - 3 Solberg Omgång 13 - Onsdag 15 januari 2003 Sarpsborg - Mjøndalen 3 - 7 Sarpsborg - Onsdag 15 januari 2003 Solberg - Stabæk 5 - 2 Solberg Omgång 14 - Måndag 20 januari 2003 Sarpsborg - Solberg 6 - 5 Sarpsborg - Söndag 19 januari 2003 Mjøndalen - Ullevål 11 - 6 Vassenga Omgång 15 - Onsdag 22 januari 2003 Stabæk - Mjøndalen 8 - 13 Stabekk - Onsdag 22 januari 2003 Ullevål - Sarpsborg 6 - 7 NIH Omgång 16 - Fredag 24 januari 2003 Solberg - Mjøndalen 0 - 13 Solberg - Söndag 26 januari 2003 Stabæk - Ullevål 7 - 1 Stabekk Omgång 17 - Onsdag 5 februari 2003 Sarpsborg - Stabæk 6 - 3 Sarpsborg - Onsdag 5 februari 2003 Ullevål - Solberg 8 - 4 NIH Omgång 18 - Söndag 9 februari 2003 Stabæk - Solberg 6 - 5 Stabekk - Söndag 9 februari 2003 Mjøndalen - Sarpsborg 10 - 5 Vassenga Omgång 19 - Onsdag 12 februari 2003 Solberg - Sarpsborg 7 - 6 Solberg - Onsdag 12 februari 2003 Ullevål - Mjøndalen 3 - 10 NIH Omgång 20 - Söndag 16 februari 2003 Sarpsborg - Ullevål 5 - 4 Sarpsborg - Söndag 16 februari 2003 Mjøndalen - Stabæk 10 - 3 Vassenga |

## Slutspel

### Semifinaler
- 23 februari 2003: Mjøndalen IF-Solberg SK 8-5
- 23 februari 2003: Sarpsborg BK-Stabæk IF 2-5
- 26 februari 2003: Solberg SK-Mjøndalen IF 7-6
- 26 februari 2003: Stabæk IF-Sarpsborg BK 4-5
- 28 februari 2003: Mjøndalen IF-Solberg SK 6-3
- 28 februari 2003: Sarpsborg BK-Stabæk IF 7-2
- 2 mars 2003: Solberg SK-Mjøndalen IF 5-4
- 2 mars 2003: Stabæk IF-Sarpsborg BK 5-7 (Sarpsborg BK vidare med 3-1 i matcher)
- 5 mars 2003: Mjøndalen IF-Solberg SK 9-3 (Mjøndalen IF vidare med 3-2 i matcher)

### Final
- 9 mars 2003: Mjøndalen IF-Stabæk IF 5-3

Mjøndalen IF norska mästare i bandy för herrar säsongen 2002/2003.